# Ošljak (đảo)
Ošljak (tiếng Ý: Calugerà) là một đảo của Croatia trên biển Andriatic. Tổng diện tích của đảo là 0,3 kilômét vuông (0,12 dặm vuông Anh) và nó nằm ngay bờ biển Dalmatia giữa Zadar và đảo Ugljan. Theo điều tra dân số 2011, ngôi làng duy nhất của hòn đảo, nằm ở bờ phía Tây đối diện với thị trấn Kali và Preko trên Ugljan có dân số là 29 người, đỉnh cao nhất của đảo, Lazaret cao khoảng 90 mét (300 ft). Ošljak từng được gọi là Calugerà, theo tên của gia đình quý tộc Calogerà sở hữu hòn đảo và xây dựng nơi cư trú mùa hè và các khu vườn ở đó.